# Zurab Nogaideli
Zurab Noghaideli, gruz. ზურაბ ნოღაიდელი (ur. 22 października 1964 w Kobuleti) – gruziński polityk, premier Gruzji od 17 lutego 2005 do 16 listopada 2007.
Urodził się w nadmorskim mieście Kobuleti, w południowo-zachodniej części Adżarii. W 1987 ukończył studia na Wydziale Fizyki na Moskiewskim Państwowym Uniwersytecie. Pracował w Instytucie Geografii Gruzińskiej Akademii Nauk w latach 1988–1992.
Nogaideli zaczynał karierę polityczną w Partii Zielonych Gruzji. Został deputowanym do parlamentu Gruzji w 1992, po usunięciu ze stanowiska prezydenta Zwiada Gamsachurdii. W kadencji 1992–1995 kierował parlamentarną komisją ochrony środowiska i zasobów naturalnych. Ponownie wybierany w 1995 i 1999. W kadencji 1999-2000 objął stanowisko przewodniczącego parlamentarnej komisji ds. podatków.
Przyłączył się do następcy Gamsachurdii Eduarda Szewardnadze, jako minister finansów w maju 2000. Został pozbawiony stanowiska bez specjalnych wyjaśnień dwa lata później (jako jedna z przyczyn wymieniana jest chęć opuszczenia stanowiska jako sprzeciwu przeciwko polityce Szewardnadzego).
Po usunięciu Szewardnadzego ze stanowiska podczas rewolucji róż w listopadzie 2003, Nogaideli powrócił do rządu jako doradca ekonomiczny tymczasowej prezydent Nino Burdżanadze. W lutym 2004 został ponownie powołany na stanowisko ministra finansów w rządzie Zuraba Żwanii.
Prezydent Micheil Saakaszwili nominował Nogaidelego na stanowisko premiera 11 lutego 2005, po nieoczekiwanej śmierci Żwanijego. Nogadeli nie jest członkiem żadnej partii i jest uważany za technokratę.
W kwietniu 2007 poddał się operacji kardiochirugicznej w szpitalu St. Luke’s Episcopal Hospital w Houston w USA.
Odwołany ze stanowiska 16 listopada 2007 przez prezydenta Micheila Saakaszwilego. Został zastąpiony przez dyrektora rady nadzorczej Banku Gruzji, Lado Gurgenidzego.
Żonaty, jedno dziecko.

## Odznaczenia
- Order Zwycięstwa Świętego Jerzego – 2007[2]